# Al-Qaida

Flagga som har använts av al-Qaida i olika länder.

Flagga som har använts av al-Qaida i Irak.

al-Qaida (arabiska: القاعدة, 'basen'; även al-Qaeda, al-Qa'ida, eller el-Qaida) är en radikal militant islamistisk rörelse vars mest kände företrädare var Usama bin Ladin. Rent organisatoriskt är al-Qaida inte ett nätverk med band till ett flertal länder, som det har beskrivits i västerländsk media.  Rörelsen är terroriststämplad av bland andra Förenta nationerna, Europeiska unionen och USA. och har tillskrivits en rad uppmärksammade terroristdåd. Liksom andra jihadistiska rörelser (Islamiska staten och Boko Haram) har rörelsens grundare i huvudsak skolats i eller inspirerats av den salafistiska wahabismens tolkning av islam och dess politiska argument. Den islamistiska tänkaren Sayyid Qutbs senare verk har inspirerat den ideologi som al-Qaida bygger på, och egyptiern Ayman az-Zawahiri brukar räknas som rörelsens viktigast ideolog och ledare under senare år.

## Översikt
Grunderna till cellen al-Qaida lades 1988 av bland andra Usama bin Ladin i kampen mot den sovjetiska ockupationen av Afghanistan. Prins Turki Al Faisal av Saudiarabien har pekats ut som den som valde Bin Ladin som operatör i Afghanistan. Pakistanska ISI hade också en avgörande roll i att rekrytera ”krigare” med arabiskt ursprung. CIA var också inblandade från första början. De hade nära kontakt med bland annat Pakistanska ISI. William Casey som var CIA:s chef på 1980-talet, besökte afghanska träningsläger för mujaheddinerna 1984. Casey jobbade för att sprida våldsaktioner in på Sovjetiskt territorium. Al-Qaida utvecklades ur en organisation som kallades Makhtab al-Khidamat och som till en början enbart finansierade, värvade och tränade gerillasoldater (så kallade mujaheddin). Usama bin Ladin finansierade till viss del verksamheten själv men mujaheddin fick även bidrag från islamistiska länder och USA.
Al-Qaida har sin religiösa grund i Wahhabi-rörelsen och det slutgiltiga målet för al-Qaida är att införa denna variant av politisk islam i hela den islamiska världen. 
Namnet al-Qaida har inte brukats av dem själva som grupp (före 11 september) utan kommer från en text den gett ut där den refererar till sig själv som qaida-al-jihad, vilket betyder grunden för jihad.
Detta namn myntades först inom amerikanskt rättsväsende för att kunna koppla Usama bin Ladin (och åtala denne i sin frånvaro) för ett tidigare terroristdåd riktat mot amerikanska ambassader i Nairobi. Av samma anledning valde man här att kalla Usama och andra företrädare för en organisation - vilket de, per definition, inte kunde kallas, då de saknade hierarki och annat samband än ideologiskt utbyte. Bevisen för ett terrornätverk före 11 september-attackerna bygger på mer eller mindre trovärdiga vittnesmål från bin Ladins tidigare kompanjon sudanesen Jamal al-Fadl som lämnat uppgifter till amerikanska myndigheter i utbyte mot reducerade straff för andra brott han åtalats för..
Dessa uppgifter har räknats från vissa håll som icke tillförlitliga. I samband med en utfrågning av Khalfan Khamis Muhamed, som hade en koppling till Bin Ladin, faller vittnesmålet från al-Fadl ytterligare. Khalfan Khamis Muhamed hade aldrig hört talas om en grupp eller nätverk med namnet Al-Qaida.
Det globala terroristnätverket som amerikanska regeringen använt som murbräcka för att bl.a. genomföra stora lagändringar som Patriot Act bygger alltså ovedersägligt helt eller delvis på antaganden.

## Historia
Al-Qaida växte fram ur gerillaorganisationen Makhtab al-Khidamat (MAK) som verkade under Sovjetunionens ockupation av Afghanistan på 1980-talet. Usama bin Ladin var en av grundarna av MAK tillsammans med palestiniern Abdullah Azzam. När Sovjet drog sig ur Afghanistan var det många i MAK som ville utvidga sin verksamhet för att befria även andra islamiska länder. Små konstellationer av individer, i nätverk, började byggas upp för att kunna hantera denna utvidgning.
En av dessa konstellationer var den som senare skulle komma att kallas al-Qaida. Konstellationen grundades 1988 av Usama bin Ladin. Namnet al-Qaida lanserades av USA:s underrättelsetjänst och kommer från ett elektroniskt dokument där bin Ladin refererar till en lista över medlemmar som qaida al-jihad, vilket betyder grunden för jihad.
Usama bin Ladin ville med al-Qaida även föra kampen på en icke-militär nivå, då de flesta länder inte är lika instabila som Afghanistan och det därför är svårt att föra ett gerillakrig i dessa. Abdullah Azzam motsatte sig dock detta och ville fortsätta kampen enbart på en militär nivå. Efter Azzams död 1989 splittrades MAK och de flesta medlemmarna gick över till bin Ladins organisation. 
Träningen började nu inrikta sig mer på terrorism och efter Sovjetunionens tillbakadragande återvände Usama bin Ladin för en tid till sitt hemland Saudiarabien. Under Kuwaitkriget kritiserade han hårt den saudiska regeringens stöd till den USA-ledda FN-operationen, varpå regeringen bad honom lämna landet. 1991 flyttade bin Ladin till Sudan där landets islamiska regering var indragen i ett inbördeskrig. Al-Qaida hade nu byggt upp ett nätverk av falska välgörenhetsorganisationer, varav många kontrollerades av bin Ladins svåger Mohammed Jamal Khalifa, för att finansiera sin verksamhet och pengarna började nu strömma in.
1996 utvisades bin Ladin från Sudan, då han anklagades för delaktighet i mordförsöket på Egyptens president Hosni Mubarak 1994. Usama bin Ladin återvände nu till Afghanistan, med en del sympatisörer, från Sudan.
Al-Qaidas träningsläger drillade nu 1000-tals personer från hela världen[källa behövs]. Soldater tränades för bland annat konflikterna i Algeriet, Tjetjenien, Filippinerna, Egypten, Indonesien, Uzbekistan, Afghanistan, Tadzjikistan, Somalia, Jemen, och Bosnien (se Bosniska mujaheddin). Genom att umgås i träningslägren kom dessa personer med vitt skilda ursprung att se sina egna kamper som en del av en större gemensam kamp. Till skillnad från den gängse rådande mediabilden sträcker sig alltså al-Qaidamedlemmarnas etnicitet utanför den enbart arabiska.
I januari 2000 höll organisationen en stor konferens i Malaysias huvudstad Kuala Lumpur. Den malaysiska underrättelsetjänsten som fått reda på konferensen i förväg videoövervakade den i hemlighet. Flera av flygplanskaparna i 11 september-attacken medverkade på konferensen men då man inte gjorde någon ljudupptagning visste man inte vad som diskuterades på konferensen.
Efter 11 september-attacken började världens regeringar att bannlysa de falska välgörenhetsorganisationer som användes för att dra in pengar till al-Qaida.
2004 hävdade USA:s regering att två tredjedelar av al-Qaidas ledare var fångade eller dödade.
Blairs Utrikesminister Robin Cook avgick från sina poster den 17 mars 2003 i protest mot Tony Blairs Irak-krig. Inte ens efter bombattentaten i London, den 7 juli 2005, ändrade han sin kritiska inställning till premiärministerns "krig mot terrorismen" - för som han skrev i The Guardian dagen därpå:
"...bin Ladin var resultatet av en enorm felbedömning från de västerländska säkerhetstjänsternas sida. Under hela 80-talet beväpnades han av CIA och finansierades av saudierna för att bedriva jihad mot den ryska ockupationen av Afghanistan. Al-Qaida, som bokstavligen betyder 'databasen', var från början en datafil över de tusentals mujahediner som rekryterades och tränades av CIA för att besegra ryssarna. Oförklarligt nog, och med katastrofala följder, verkar det aldrig ha fallit Washington in att bin Ladins organisation skulle börja intressera sig för Väst så fort Ryssland var ur vägen."
Den 1 maj 2011 amerikansk tid (GMT -05:00) bekräftade Barack Obama i ett TV-sänt tal att ledaren Usama bin Laden dödats av en amerikansk insatsstyrka utanför Pakistans huvudstad Islamabad.

## Mål
I februari 1998 gav bin Ladin och Ayman al-Zawahiri ut ett meddelande undertecknat Den islamiska fronten för jihad mot judar och korsriddare. I meddelandet sade de att det var varje muslims plikt att ”döda amerikaner och deras allierade — civila och militära – i alla länder där detta är möjligt, i syfte att befria al-Aqsamoskén och den heliga moskén ur deras grepp, och i syfte att få deras arméer att lämna islams länder, besegrade och ur kraft att hota någon muslim”.

## NättidningenInspire
Al-Qaidas Jemenbaserade avdelning startade 1 juli 2010 den engelskspråkiga tidskriften Inspire på terrornätverkets sajt och har sedan dess publicerat "goda råd" om hur läsaren kan utföra olika typer av terrordåd som att bygga bomber hemma i köket eller, som nu, hur man arrangerar trafikolyckor genom att hälla olja på vägbanan eller spränger en parkerad bil i luften. I början av 2013 publicerades en lista på elva personer som legitima mål för mord på grund av brott mot islam. Namnen var: Molly Norris, Ayaan Hirsi Ali, Flemming Rose, Morris Swadiq, Salman Rushdie, Geert Wilders, Lars Vilks, Stephane Charbonnie, Carsten Luste, Terry Jones och Kurt Westergaard.

## Terroristaktioner som tros ha utförts av al-Qaida
Al-Qaidas första attack anses vara tre bombdåd mot amerikanska soldater i Jemen december 1992, vilka resulterade i två döda. En var en australisk turist och en var hotellarbetare.
Organisationen själv hävdar att den sköt ner en amerikansk helikopter och dödade dess besättning i Somalia 1993.[källa behövs]
Enligt den före detta presidenten Bill Clinton hade Al-Qaida ingenting med nerskjutningen i Somalia att göra, den ansvarige för det var en somalisk krigsherre vid namn Mohamed Aidid.
Ingen visste att Al-Qaida existerade vid 1993 enligt Bill Clinton, som hade en mycket aggressivare inställning till Bin Ladin än Bushadministrationen före 11 september 2001.
Det är troligt att al-Qaida låg bakom bombningen av World Trade Center 1993. Ramzi Yousef och Khalid Sheikh Mohammed anses vara hjärnorna bakom det bombdådet och alltså inte Usama bin Ladin.
1995 planerade de att mörda påven Johannes Paulus II vid ett besök i Filippinernas huvudstad Manila, placera sprängämnen på ett stort antal flygplan på väg till USA samt störta ett flygplan i CIA:s högkvarter. Operationen som i planeringsdokumenten refererades till som Operation Bojinka avslöjades dock på förhand efter en lägenhetsbrand, som startades när de byggde bomber för attentaten i den lägenhet som de bodde i, och operationen kunde därmed stoppas. Ramzi Yousef arresterades medan Khalid Sheik Mohammed lyckades fly ur landet.
Al-Qaida tros ligga bakom två bombdåd mot amerikanska militärbaser i Saudiarabien 1995 och 1996, då ett antal människor dog.
Usama Bin Ladin verkar inte ha ansetts (av USA) att ha något med terrordåd tidigare än 1996 att göra. Främst på grund av motiveringen de gav då Sudan var beredda att lämna ut Bin Ladin till USA. Motiveringen av USA var att de inte ville ha honom då de inte hade tillräckligt med bevis för att anklaga honom för något brott. Även den så kallade andre mannen av al-Qaida  Ayman al-Zawahiri verkar inte ha varit särskilt efterspanad före 1996. Han kunde nämligen utan problem resa in till USA för att samla in pengar till sina ändamål. Han fick hjälp av dubbelagenten Ali Mohamed. Den sistnämnde hade kopplingar till både så kallade terrorister och till CIA.
I augusti 1998 utfördes ett sprängdåd mot USA:s ambassader i Kenyas huvudstad Nairobi och Dar es-Salaam i Tanzania. I dådet dog mer än 300 människor och över 5000 skadades. Attacken tillskrivs al-Qaida.
Inför firandet av millennieskiftet planerades flera aktioner, vilka alla dock stoppades eller misslyckades på annat sätt.
Det så kallade al-Qaida misstänks av USA ligga bakom attentatet mot USS Cole i oktober 2000, där 17 soldater dog och 39 andra skadades men Jemens säkerhetstjänster har haft sina egna misstänkta. De motsatte sig inblandningen av FBI och amerikanska intressen, vilket gjorde att de aldrig växlade bevismaterial.
Den 11 september 2001 är allmänt känd som al-Qaidas hittills mest omfattande och mest spektakulära attack, då fyra flygplan kapades i USA. Två av planen, styrda av saudiska kapare flögs in i World Trade Center i New York och ett i försvarshögkvarteret Pentagon. Det fjärde planet havererade utan någon förstörelse på marken efter att passagerarna på planet försökt stoppa kapningen. Attacken försvarades av al-Qaidas talesman Sulaiman Abu Ghaith i en videofilm från 2001. Anmärkningsvärt är att varken Usama bin Ladin eller al-Qaida har tagit på sig dådet, vilket är mycket ovanligt vid terroristattacker.
FBI håller Usama Bin Ladin skyldig till en mängd brott men inte för 11 septemberattackerna. Deras motivering är att det helt enkelt inte finns några bevis som binder honom till attentaten.
En mängd attacker och försök till attacker sedan 11 september 2001 har tillskrivits al-Qaida, eller grupper med kopplingar till al-Qaidas ideologi. Bland de mer omfattande kan nämnas: 
- Den så kallade ”Skobombaren” Richard Reids försök att spränga ett flygplan på väg till USA över Atlanten.
- Bilbombningen av en nattklubb 2002 i Balis turistområde, där 202 människor dog och 209 skadades.
- Bombningen av ett bostadsområde för utländska arbetare i Saudiarabiens huvudstad Riyadh med 26 dödsoffer och 161 skadade.
- Bomberna i den turkiska staden Istanbul 2003 med 27 döda och över 300 skadade.

Sedan Saddamregimens fall vid den USA-ledda invasionen våren 2003 har al-Qaida även tillskrivits ett flertal spektakulära bombdåd i Irak med 100-tals dödsoffer. Dokument har även hittats som påstås bevisa att målet med attackerna är att skapa ett inbördeskrig mellan de olika befolkningsgrupperna i Irak.
Terrordådet i Madrid som utfördes den 11 mars 2004 visade sig - efter att först ETA hade pekats ut som ansvariga - ha utförts av en grupp marockaner med anknytning till al-Qaida. Enligt vissa bedömare påverkade dådet utgången i valet, som hölls ett par dagar senare. Socialistpartiet, som vann valet, hade gått till val med löften om att Spanien skulle dra tillbaka sina trupper från Irak.

## Al-Qaida och pakistanska ISI
Det finns många bevis för starka kopplingar mellan det så kallade Al-Qaida och ISI (pakistanska militära underrättelsetjänsten). I amerikansk och europeisk media har man inte följt upp nyheter om stödet från ISI, utan istället koncentrerat sig på enbart Usama Bin Ladin eller på krigsherrar i Afghanistan.
Den före detta ledaren för ISI Hamid Gul, säger sig ha träffat Usama Bin Ladin och hans vapendragare. Hamid Gul säger sig inte tro att Usama Bin Ladin är skyldig till attentaten den  11 september 2001. Han säger också att Usama Bin Ladin sagt sig vara oskyldig till attentaten i Tanzania och Kenya.
Hamid Gul har också blivit angklagad för att ha hjälpt Bin Ladin att fly från ett amerikanskt missilangrepp den 20 augusti 1998. Den som påstod detta var den förre "terroristtsaren" Richard Clarke, som tjänstgjorde under både Bill Clinton och George W Bush.
Usama Bin Ladin har också rapporterats fått militär eskort av ISI. Bland annat när han led av dåliga njurar. Militär vaktade vid sjukhuset i Rawalpindi när han fick sin behandling. Detta skulle ha varit den 10 september 2001.
Norra alliansens afghanske ledare Ahmed Shah Massoud dödades den 9 september 2001. Dagen efter uttalade Norra alliansen att de som utfört attentatet var pakistanska ISI och Usama Bin Ladin.
Journalisten Daniel Pearl dödades i Pakistan 2002. Pearl jobbade för Wall street journal och hade skrivit en artikel om sambandet mellan ISI, organisationen Ummah Tameer-e-Nau och deras samarbete med Bin Ladin angående kärnvapenfrågor före 11 september 2001.
Pearl undersökte också länken mellan skobombaren Richard Reid och Pakistanska militanter och hittade samband till ISI.
Det ryktades också att Pearl ville undersöka samband mellan USA och ISI eftersom de haft samröre mot Sovjetunionen i slutet av 1980-talet.
Den som grips för kidnappningen av Daniel Pearl är Saeed Sheikh som tillhörde ISI. Saeed Sheikh är i sin tur anklagad av Indisk säkerhetstjänst för att ha fört över 100 000 dollar till Mohammed Atta, självmordspiloten som flög in det första planet i World Trade Centers norra torn. Den som skulle ha beordrat Sheikh att överföra pengarna var den högste inom ISI General Mahmood Ahmed. Indisk säkerhetstjänst hävdade att FBI bekräftade uppgifterna. Mahmood Ahmed avgick som chef för ISI i oktober 2001.
Samtidigt som 11 september attackerna skedde satt Mahmood Ahmed i möte med senator Bob Graham, Porter Goss och senator Jon Kyl i Washington.
Daniel Ellsberg som är känd för att ha lämnat ut "Pentagondokumenten" under Nixons presidentperiod uttalade sig om Pakistans möjliga roll i 11 septemberattackerna. Han sa bland annat att det verkar mycket möjligt att Pakistan var mycket involverade i 11 september. Han jämförde också Pakistan och CIA med argumentet att det är svårt att påstå att ISI visste något som CIA inte visste.
Att Usama Bin Ladin rapporterats ha varit boende i flera år för att sedan dödas på samma plats 2011, alldeles i närheten av en militär akademi i Abbottabad, minskar naturligtvis inte misstankarna mot pakistanska ISI och dess allierade. Salman Rushdie skrev att detta var ett skäl till att stämpla Pakistan som en terroriststat.

## Metoder
Metoder omfattar mord, bombningar (framförallt bilbomber), kapning, kidnappning, självmordsattacker, med flera. Bilbomber och självmordsbombningar är al-Qaidas ”signatur”-attentat. Många rapporter och öppna bin Ladin-tillkännagivelser visar stark önskan om att skaffa och använda biologiska vapen, kemiska vapen och kärnvapen. Målen brukar vara framträdande symboler som offentliga byggnader, ambassader och militära byggnader med personal, i USA och dess allierade, och moderata muslimska regeringar. Enligt den tidigare CIA-chefen George J. Tenet; "Usama bin Ladins organisation och andra terroristgrupper lägger större vikt på att utveckla ersättningar för att utföra attacker, i ett försök att undvika upptäckt. Till exempel den egyptiska Islamiska Jihad (EIJ) är nära knuten till Bin Ladins organisation (de är sedan 2001 sammanslagna) och har samarbeten belägna runt om i världen, även i Europa, Jemen, Pakistan, Libanon och Afghanistan. Det finns nu ett nät av allianser mellan sunnimuslimska extremister världen över, inklusive nordafrikaner, radikala palestinier, pakistanier och centralasiater. Vissa av dessa terrorister är aktivt sponsrade av de nationella regeringarna som har stark motvilja mot USA."

## Organisatorisk uppbyggnad
Mycket lite är känt om hur cellerna kring al-Qaida är eller har varit uppbyggda. Det vanligaste sättet att se på al-Qaida i dag är som ett nätverk av sinsemellan olika organisationer och celler som delar samma ideologi och som tidvis samverkar med varandra. En del experter menar att al-Qaida sedan Afghanistankriget 2001 främst har fungerat som ett "varumärke" för militanta islamistiska grupper.
Al-Qaida på den Arabiska halvön är en Jemenbaserad avdelning av al-Qaida som bildades 2009 med mål att etablera en islamisk stat på den Arabiska halvön och som ses av USA:s regering som al-Qaidas farligaste gren.
Enligt terrorexperten Magnus Norell, finns det helt enkelt ingen al-Qaida organisation som styr och ställer, som planerar och utför terrordåd över hela världen, kontrollerade av en liten klick "onda" män i en grotta. Men namnet är så gångbart att det hela tiden dyker upp grupper/individer som kallar sig al-Qaida för att se större och starkare ut. Och det fungerar. Detta är de globala islamisternas stora seger; detta att de fått genomslag för ett namn vars blotta nämnande gör att alla från Vita huset och neråt känner sig föranlåtna att reagera så fort det kommer ett uttalande.
Från att i början ha finansierats främst av rika bidragsgivare finansieras al-Qaida sedan en tid tillbaka på sätt som inte är lika lätta att spåra. Anledningen är de framgångsrika insatserna för att frysa nätverkets ekonomiska tillgångar.
Den beskrivning av al-Qaidas struktur som tidigare varit känd härstammar från det vittnesmål som lämnades till amerikanska myndigheter av Usama bin Ladins tidigare medarbetare Jamal al-Fadl. Fadl lämnade bin Ladins organisation 1996, och sanningshalten i hans vittnesmål har ifrågasatts. Fadl beskrev organisationens ledarskikt som traditionellt uppbyggt, med Usama bin Ladin som emir och operativ ledare för organisationen. Hans andreman är Ayman az-Zawahiri, som är ordförande i Shurarådet. Shurarådet består i sin tur av 30 medlemmar, och dess uppgift är att dra upp generella riktlinjer och göra strategiska beslut.
Shurarådet är uppdelat i tre kommittéer: 
- Den militära kommittén som är ansvarig för träning av soldater, framskaffande av vapen och planering av attacker.
- Den monetära kommittén som ansvarar för att finansiera verksamheten, skaffa falska visum och pass, ordna resor och uppehälle för medlemmar vid operationer och liknande.
- Den islamiska studiekommittén, som utfärdar fatwahs för att stödja al-Qaidas kamp.

Förr fanns det även en mediakommitté som bland annat gav ut den nu nedlagda tidningen Newscast och utfärdade pressmeddelanden. Idag finns mediaorganisationen Al-Sahab som producerar videor för al-Qaida. 
Utöver det ledande skiktet av medlemmar är alltså organisationen extremt löst sammanfogad, och var gränsen går mellan al-Qaida och andra grupper som man samarbetar med är mycket diffus. Denna uppbyggnad anses vara både svagheten och styrkan hos al-Qaida. Den decentraliserade strukturen gör det möjligt för al-Qaida att verka i hela världen utan att världens samlade staters polisiära och militära myndigheter kan göra mycket åt det. Men samtidigt gör den att stora operationer tar mycket lång tid att planera, och att de kontakter som då måste göras mellan olika celler lätt kan uppmärksammas av någon stats underrättelsetjänst. USA:s krig mot terrorismen tros ha haft en viss effekt på just al-Qaidas förmåga att kommunicera mellan olika celler, då al-Qaidas attacker sedan dess varit mindre sofistikerade.

### Lokala organisationer
- Al-Qaida i Irak - (AQI); ombildad till Islamiska staten i Irak och Levanten - (ISIS)
- Al-Qaida i Jemen - Al-Qaida på den Arabiska halvön (AQAP)
- Al-Qaida i Nordafrika - Al-Qaida i Islamiska Maghreb (AQIM)
- al-Qaida i Syrien - Jabhat al-Nusra